# Vlajka Společenství nezávislých států

Vlajka Společenství nezávislých států
Poměr stran: 1:2

Vlajka Společenství nezávislých států, mezivládní organizace ve východní Evropě a Asii, je tvořena modrým listem s uprostřed umístěným emblémem SNS (žluté, kruhové pole, obklopené bílými proužky nepravidelných tvarů). Modrá barva listu má barvu Pantone č. 285C a žlutá barva 116C.
Modrá barva vlajky symbolizuje nebe a vděčnost, bílá čistotu a ušlechtilost a žlutá světlo, teplo, život a věčné hodnoty. Emblém symbolizuje spolupráci.

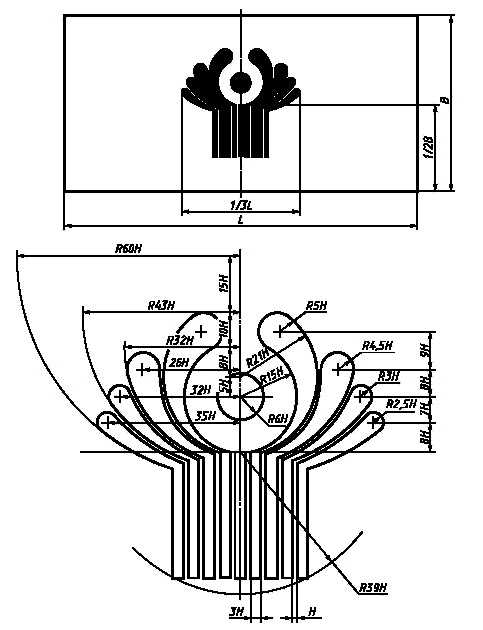
Rozměry vlajky Společenství nezávislých států

## Historie

Státy Společenství nezávislých států

Organizace byla založena po rozpadu Sovětského svazu v roce 1991 a zahrnuje (v roce 2022) 9 z jeho 15 bývalých svazových republik.
Tým SNS se, krátce po rozpadu Sovětského svazu, zúčastnil několika sportovních událostí:
- 1992 – Zimní olympijské hry v Albertville, 8.–23.2. (Sjednocený tým na Zimních olympijských hrách 1992)
- 1992 – Mistrovství Evropy ve fotbale ve Švédsku, 10.–26.6.
- 1992 – Letní olympijské hry v Barceloně, 27.7–9.8 (Sjednocený tým na Letních olympijských hrách 1992)

Vlajkou týmu na obou olympiádách byla vlajka olympijská. Na Euru to zřejmě byla vlajka tvořená bílým listem a modrým či červeným nápisem CIS či C.I.S. (Commonwealth of Independent States). (nejasné, nutno upřesnit)

Varianta vlajky SNS na Euru 1992
Varianta vlajky SNS na Euru 1992

V roce 1994 (na jaře) byla v uzavřena mezinárodní soutěž na symboly Meziparlamentního shromáždění členů SNS. Vítězným návrhem se stal návrh petrohradského umělce Alexandra Vasiljeviče Grigorijeva.
28. října 1994 přijala Rada Meziparlamentního shromáždění států SNS usnesení „K návrhu ustanovení o vlajce a znaku Společenství nezávislých států”, dle kterého měly parlamenty států SNS vznést do 1. února 1995 připomínky k návrhu symbolů SNS. Usnesení podepsal předseda rady Vladimir Filippovič Šumejko.
19. ledna 1996 přijala Rada hlav států SNS rozhodnutí „O pravidlech pro vlajku Společenství nezávislých států”. Toto rozhodnutí podepsali zástupci členských států (Ázerbájdžán, Arménie, Bělorusko, Gruzie, Kazachstán, Kyrgyzstán, Moldávie, RSFSR, Tádžikistán, Turkmenistán).
25. dubna 1997 přijala Mezistátní rada pro normalizaci, metrologii a certifikaci mezistátní normu GOST 30470-97 „Vlajka Společenství nezávislých států“. 29. června 1998 tuto normu přijal (rozhodnutí č.265) Státní výbor Ruské federace pro normalizaci, metrologii a certifikaci s platností od 1. ledna 1999.